# Lübeck-Bremer Dampfschiffahrtsgesellschaft
Die Lübeck-Bremer Dampfschiffahrts-Gesellschaft war eine Reederei in Schleswig-Holstein. Sie wurde am 1. Mai 1890 als Aktiengesellschaft gegründet und betrieb eine wöchentliche Dampfschifffahrtsverbindung zwischen Lübeck, Danzig und Memel mittels der Dampfer Stadt Lübeck und Dora.
Ursprünglich betrug das Kapital der Reederei 200.000, seit 1906 100.000 Mark. Nach schwierigen Anfangsjahren zahlte die Gesellschaft in den Jahren 1896 bis 1899, 1906 sowie 1908 bis 1912 Dividenden zwischen 1,5 und drei Prozent. 1913 betrug der Fahrpreis Memel-Lübeck 30 Mark in der Kajüte, 14 Mark auf Deck ohne Verpflegung. Die Fahrzeit betrug 50 Stunden. 
Seit dem 21. November 1914 galt der Dampfer Stadt Lübeck als verschollen. Trotz dieses Unglücks belebte sich das Geschäft nach dem Ersten Weltkrieg, da die Landverbindung nach Danzig nunmehr durch Polen führte. Am 28. November 1924 wurde die Umstellung des Kapitals von 100.000 Mark auf 30.000 RM beschlossen. Seit 1926 stand der Dampfer Consul Suckau (erbaut in den Niederlanden 1923) im Dienste der Gesellschaft. 
Die Gesellschafterversammlung vom 22. April 1931 beschloss als Folge der Schifffahrtskrise die Auflösung der Gesellschaft.